# Hugo Heinemann
Hugo Heinemann (* 18. Februar 1863 in Berlin; † 2. August 1919 in Berlin) war ein deutscher Rechtsanwalt, Dozent und sozialdemokratischer Politiker.

## Leben und Wirken
Der Vater von Heinemann war Kleinhändler. Gleichwohl besuchte Heinemann das Gymnasium und studierte anschließend Rechtswissenschaften in Berlin und München. Seine juristische Promotion legte er in Berlin ab. Ab 1890 war Heinemann Rechtsanwalt. Dabei wirkte er insbesondere als erfolg- und einflussreicher Rechtsberater für die freien Gewerkschaften. Daneben war er von 1906 bis 1914 Dozent an der Reichsparteischule der SPD und bei den gewerkschaftlichen Unterrichtskursen der Generalkommission der freien Gewerkschaften. Er lehrte vor allem in den Gebieten Strafrecht, Strafprozessordnung und Strafvollzug. Im Jahr 1911 war Heinemann der Hauptreferent des Kongresses der freien Gewerkschaften und sprach zum Koalitionsrecht. Als Verteidiger vertrat er unter anderem Julian Borchardt vor dem Reichsgericht in Leipzig.
Heinemann war einer der ersten Sozialdemokraten, die in Regierungsverantwortung eintraten. Ab November 1918 war er stellvertretender preußischer Justizminister und Unterstaatssekretär. Außerdem war er Beigeordneter des Reichsjustizamtes und Mitglied des Staatenausschusses.
Kurz vor seinem Tod wurde er Stadtverordneter in Berlin und Mitglied der verfassungsgebenden Landesversammlung für Preußen.

## Veröffentlichungen
- Zur Reform der Strafprozessordnung. Stuttgart 1909
- Das Koalitionsrecht in Deutschland und der Vorentwurf zu einem deutschen Strafgesetzbuch. Referat, gehalten ... auf dem Achten Kongreß der Gewerkschaften Deutschlands (Juni 1911). Berlin 1911
- Die sozialistischen Errungenschaften der Kriegszeit. Chemnitz 1915
- Recht, Verwaltung und Politik im neuen Deutschland. (Hrsg.: Alfred Bozi; Hugo Heinemann). Stuttgart 1916
- Die Reform des deutschen Strafrechts. Berlin 1919